# Zhai Yanpeng
Zhai Yanpeng (翟彦鹏S, Zhái YànpéngP; Baoding, 6 dicembre 1981) è un ex calciatore cinese, di ruolo difensore.